# Aeródromo Los Gomeros
El Aeródromo Los Gomeros (OACI: SCGM), es un terminal aéreo ubicado junto a la ciudad de Rengo, Provincia de Cachapoal, Región del Libertador General Bernardo O'Higgins, Chile. Es de propiedad privada.